# Cantone di Lorris
Il Cantone di Lorris è una divisione amministrativa dell'arrondissement di Montargis e dell'arrondissement di Orléans.
A seguito della riforma approvata con decreto del 25 febbraio 2014, che ha avuto attuazione dopo le elezioni dipartimentali del 2015, è passato da 13 a 38 comuni.

## Composizione
I 13 comuni facenti parte prima della riforma del 2014 erano:
- Chailly-en-Gâtinais
- Coudroy
- La Cour-Marigny
- Lorris
- Montereau
- Noyers
- Oussoy-en-Gâtinais
- Ouzouer-des-Champs
- Presnoy
- Saint-Hilaire-sur-Puiseaux
- Thimory
- Varennes-Changy
- Vieilles-Maisons-sur-Joudry

Dal 2015 i comuni appartenenti al cantone sono i seguenti 38:
- Aillant-sur-Milleron
- Auvilliers-en-Gâtinais
- Beauchamps-sur-Huillard
- Bellegarde
- Chailly-en-Gâtinais
- La Chapelle-sur-Aveyron
- Chapelon
- Le Charme
- Châtenoy
- Châtillon-Coligny
- Cortrat
- Coudroy
- La Cour-Marigny
- Dammarie-sur-Loing
- Fréville-du-Gâtinais
- Ladon
- Lorris
- Mézières-en-Gâtinais
- Montbouy
- Montcresson
- Montereau
- Moulon
- Nesploy
- Nogent-sur-Vernisson
- Noyers
- Oussoy-en-Gâtinais
- Ouzouer-des-Champs
- Ouzouer-sous-Bellegarde
- Presnoy
- Pressigny-les-Pins
- Quiers-sur-Bézonde
- Saint-Hilaire-sur-Puiseaux
- Saint-Maurice-sur-Aveyron
- Sainte-Geneviève-des-Bois
- Thimory
- Varennes-Changy
- Vieilles-Maisons-sur-Joudry
- Villemoutiers